# Viện Dân tộc học (Việt Nam)
Viện Dân tộc học (tên giao dịch quốc tế: Institute of Anthropology) là một viện chuyên ngành trực thuộc [Viện Hàn lâm Khoa học xã hội Việt Nam], đứng đầu Việt Nam về nghiên cứu Dân tộc học/Nhân học. Viện có trách nhiệm nghiên cứu cơ bản và nghiên cứu ứng dụng, hỗ trợ, tư vấn giúp đỡ chính phủ trong việc ra các chính sách, nghị quyết về vấn đề dân tộc. Viện còn tổ chức đào tạo các nhà nghiên cứu chuyên ngành dân tộc học và nhân học. Năm 1998, viện được Nhà nước Việt Nam trao tặng Huân chương Lao động hạng nhất.
Viện được thành lập từ năm 1968 trên cơ sở Tổ Dân tộc học của Viện Sử học, đến nay có gần 60 cán bộ, trong đó có nhiều phó giáo sư, tiến sĩ. Viện trưởng đương nhiệm là PGS. TS. Nguyễn Văn Minh, phó viện trưởng là TS. Bùi Thị Bích Lan Viện Dân tộc học tọa lạc tại tầng 10, tòa nhà 1A, Viện Hàn lâm Khoa học Xã hội Việt Nam, phố Liễu Giai, quận Ba Đình, Hà Nội.